# Parafia św. Józefa w Norwich
Parafia św. Józefa w Norwich (ang. St. Joseph's Parish) – parafia rzymskokatolicka  położona w Norwich, Connecticut, Stany Zjednoczone.
Jest ona jedną z wielu etnicznych, polonijnych parafii rzymskokatolickich w Nowej Anglii z mszą św. w j. polskim dla polskich imigrantów.
Nazwa parafii jest związana z kultem św. Józefa.
Ustanowiona w 1904 roku.